# الانتخابات الرئاسية البيلاروسية 2025
أجريت الانتخابات الرئاسية في بيلاروسيا في 26 يناير 2025 بموجب أحكام الدستور، يُنتخب رئيس بيلاروسيا مباشرة لمدة خمس سنوات.
تجري الانتخابات في سياق استبدادي حيث قمع نظام ألكسندر لوكاشينكو المعارضة السياسية، ومنع مرشحي المعارضة من خوض الانتخابات، وحظر أو قمع وسائل الإعلام المستقلة. وبصرف النظر عن لوكاشينكو، هناك أربعة مرشحين على ورقة الاقتراع. ثلاثة منهم يمثلون أحزابًا مؤيدة للحكومة والرابع اتهمته المعارضة بأنه عميل للحكومة.

## خلفية
اندلعت احتجاجات حاشدة زعمت حدوث تزوير واسع النطاق في الأصوات بعد إعلان فوز الرئيس الحالي ألكسندر لوكاشينكو في الانتخابات الرئاسية لعام 2020. ادعت شخصية المعارضة سفياتلانا تسيخانوسكايا لاحقًا أنها فازت في الانتخابات وذهبت إلى المنفى. شكلت تسيخانوسكايا مؤسسات حكومية في المنفى تتكون من مجلس التنسيق، الذي تم إنشاؤه في أغسطس 2020، ومجلس الوزراء الانتقالي الموحد ، الذي تم إنشاؤه في أغسطس 2022.
في 17 أغسطس 2020، صرح لوكاشينكو أن الانتخابات الرئاسية المقبلة يمكن أن تُعقد قبل عام 2025 إذا تم اعتماد دستور جديد. صرحت تسيخانوسكايا أنها مستعدة لقيادة حكومة انتقالية وإجراء انتخابات مبكرة تحت إشراف دولي. قال لوكاشينكو إنه سيستقيل إذا تم اعتماد دستور جديد.
في 23 أكتوبر 2024، أعلنت اللجنة المركزية للانتخابات في بيلاروسيا أن الانتخابات ستُعقد في 26 يناير 2025.
في 6 نوفمبر/تشرين الثاني 2024، أفاد مركز فياسنا لحقوق الإنسان أن السلطات البيلاروسية بدأت موجة من الاعتقالات حيث اعتقلت أكثر من مائة شخص خلال أسبوع، وكان العديد منهم مرتبطين بالدردشات عبر الإنترنت، في وقت كانت فيه السجون البيلاروسية مكتظة بالفعل.

### عدم الاعتراف
في 23 أكتوبر 2024، وهو نفس اليوم الذي أعلنت فيه اللجنة المركزية للانتخابات عن الانتخابات، صرحت تسيخانوسكايا والحكومة الانتقالية الموحدة ومجلس التنسيق بأنهم سيعتبرون الانتخابات غير صالحة ما لم يُطلَق سراح جميع السجناء السياسيين، وتنفيذ مشاركة جميع البيلاروسيين بغض النظر عن مكان الإقامة، واستيفاء شروط أخرى مثل حرية التجمع والوصول المتساوي إلى وسائل الإعلام. وصفت تسيخانوسكايا لاحقًا التصويت بأنه "مهزلة" ودعت إلى مقاطعته.
في نوفمبر، صرح وزير الخارجية الإستوني مارغوس تساخنا أن إستونيا لن تعترف بالانتخابات لأنها "نظمت في جو من الرعب ولن تلبي المبادئ الديمقراطية". وأكد مسؤول آخر في الوزارة عدم الاعتراف في ديسمبر. في 9 يناير 2025، صرحت مالوجورزاتا كيدوا-بلونسكا، رئيسة مجلس الشيوخ البولندي، أن مجلس الشيوخ البولندي لن يعترف بالانتخابات. وذكرت أنه لا يمكن اعتبار الانتخابات حرة بسبب سجن المعارضة السياسية. في 22 يناير، دعا البرلمان الأوروبي الاتحاد الأوروبي ودوله الأعضاء إلى رفض الاعتراف بلوكاشينكو رئيسًا بعد التصويت، مشيرًا إلى أنه "على عكس عام 2020، لا يوجد سوى "مرشحين" شكليين" بخلاف لوكاشينكو وأن "النظام البيلاروسي بأكمله غير شرعي".
قال وزير الخارجية الأمريكي المنتهية ولايته أنتوني بلينكن إن الانتخابات لا يمكن أن تكون حرة أو نزيهة في "بيئة حيث الرقابة منتشرة في كل مكان ولم تعد وسائل الإعلام المستقلة موجودة". قال مقرر الجمعية البرلمانية لمجلس أوروبا ريشارد بيترو في 24 يناير أن الانتخابات كانت تفتقر إلى المناقشة والاختيار الحر والشفافية، مما يعني أنها "لا تستطيع ولن تلبي المعايير المعترف بها دوليًا للعدالة والشرعية". كما وصفت المفوضية الأوروبية التصويت بأنه "خدعة كاملة"، حيث قالت المتحدثة باسم الشؤون الخارجية أنيتا هيبر "إنها ليست انتخابات عندما تعرف بالفعل من سيفوز". في 25 يناير، وصفت رئيسة السياسة الخارجية بالاتحاد الأوروبي كايا كالاس الانتخابات بأنها "خدعة"، مضيفة أن "لوكاشينكو ليس لديه أي شرعية".
في 25 فبراير 2024، يوم الانتخابات البرلمانية، أعلن ألكسندر لوكاشينكو عن نيته الترشح لولاية سابعة في عام 2025. وقد قبلت اللجنة المركزية للانتخابات ترشيحه، الذي قدمته مجموعة مبادرة، في 29 أكتوبر. وفي نفس اليوم، رفضت اللجنة المركزية للانتخابات ترشيحات زعيم حركة من أجل الحرية يوراس هوباريفيتش، مشيرة إلى "انتهاك إجراءات تقديم الوثائق"، وألياكسندر درازدا. وفي 4 نوفمبر، رُفض ترشيح مرشحين آخرين، ديانا كوفاليفا وفيكتور كوليش، بينما سُمح لثلاثة مرشحين آخرين بالبدء في جمع التوقيعات لدعم ترشيحاتهم، وبالتالي ارتفع عدد المرشحين الذين يتمتعون بهذه المكانة إلى سبعة. ومن بينهم سيرجي سيرانكوف من الحزب الشيوعي ، وأوليج جايدوكيفيتش من الحزب الديمقراطي الليبرالي ، والمتحدثة السابقة باسم وزارة الداخلية أولغا تشيمودانوفا. بعد الموعد النهائي في أوائل ديسمبر لجمع 100000 توقيع، أعلنت لجنة الانتخابات المركزية أنه تمت الموافقة على خمسة مرشحين للترشح:
| مرشح              | حزب                                     | المنصب الحالي أو السابق                                                                 | Signatures |
| ----------------- | --------------------------------------- | --------------------------------------------------------------------------------------- | ---------- |
| ألكسندر لوكاشينكو | مستقل                                   | رئيس بيلاروسيا (1994–الآن)                                                              | 2,518,145  |
| أوليج جايدوكيفيتش | الحزب الديمقراطي الليبرالي في بيلاروسيا | زعيم الحزب الديمقراطي الليبرالي (2019–الآن) نائب في مجلس النواب (2019–الآن)             | 134,472    |
| سيرجي سيرانكوف    | الحزب الشيوعي البيلاروسي                | السكرتير الأول للجنة المركزية للحزب الشيوعي (2024–الآن) نائب في مجلس النواب (2019–2024) | 125,577    |
| هانا كاناباتسكايا | مستقل (سابقاً الحزب المدني المتحد)       | نائب في مجلس النواب (2016–2019)                                                         | 121,077    |
| ألكسندر خيزنياك   | الحزب الجمهوري للعمل والعدالة           | زعيم الحزب الجمهوري للعمل والعدالة (2022–الآن) عضو في مجلس مدينة مينسك (2018–الآن)      | 112,779    |